# محمد غريب بلال

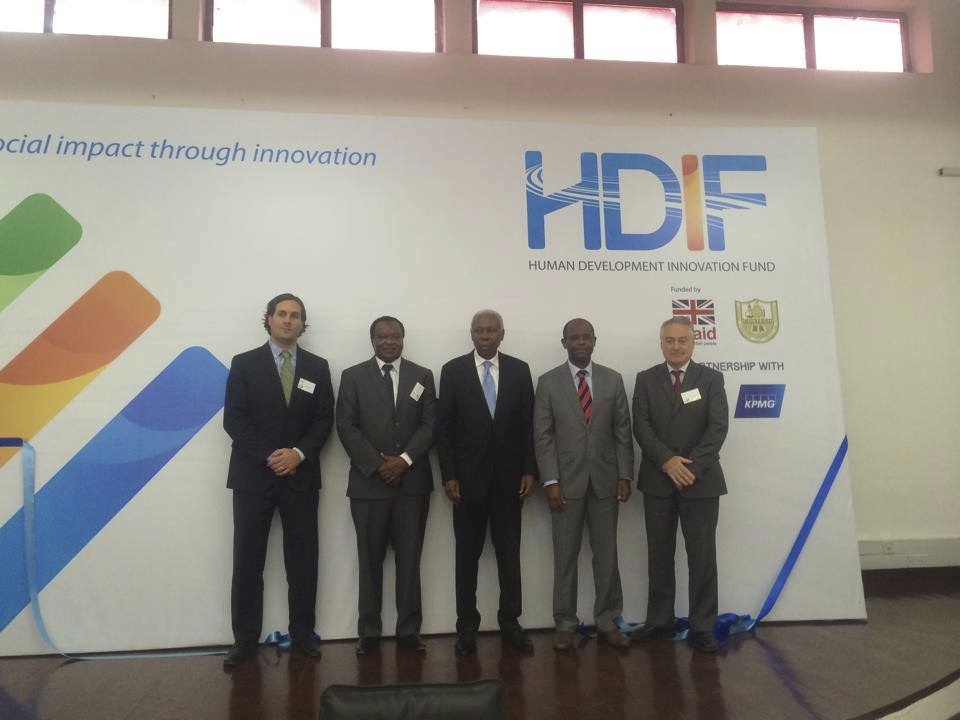
بلال في (الوسط).

محمد غريب بلال (بالإنجليزية: Mohamed Gharib Bilal)‏ (من مواليد 1945) هو سياسي تنزاني كان رئيس وزراء زنجبار من أكتوبر 1995 حتى 15 نوفمبر عام 2000. وقد كان نائب رئيس تنزانيا منذ عام 2010. وهو عالم نووي من حيث المهنة وشغل منصب السكرتير الدائم في وزارة العلوم والتكنولوجيا والتعليم العالي 1990-1995.